# Chiesa di San Nicola (Stralsund)
La chiesa di San Nicola, in tedesco Sankt Nikolai-Kirche, è la chiesa parrocchiale più antica di Stralsund, Germania.
Sorge accanto al municipio, presso l'Alter Markt, l'antica piazza del Mercato.

## Storia e descrizione

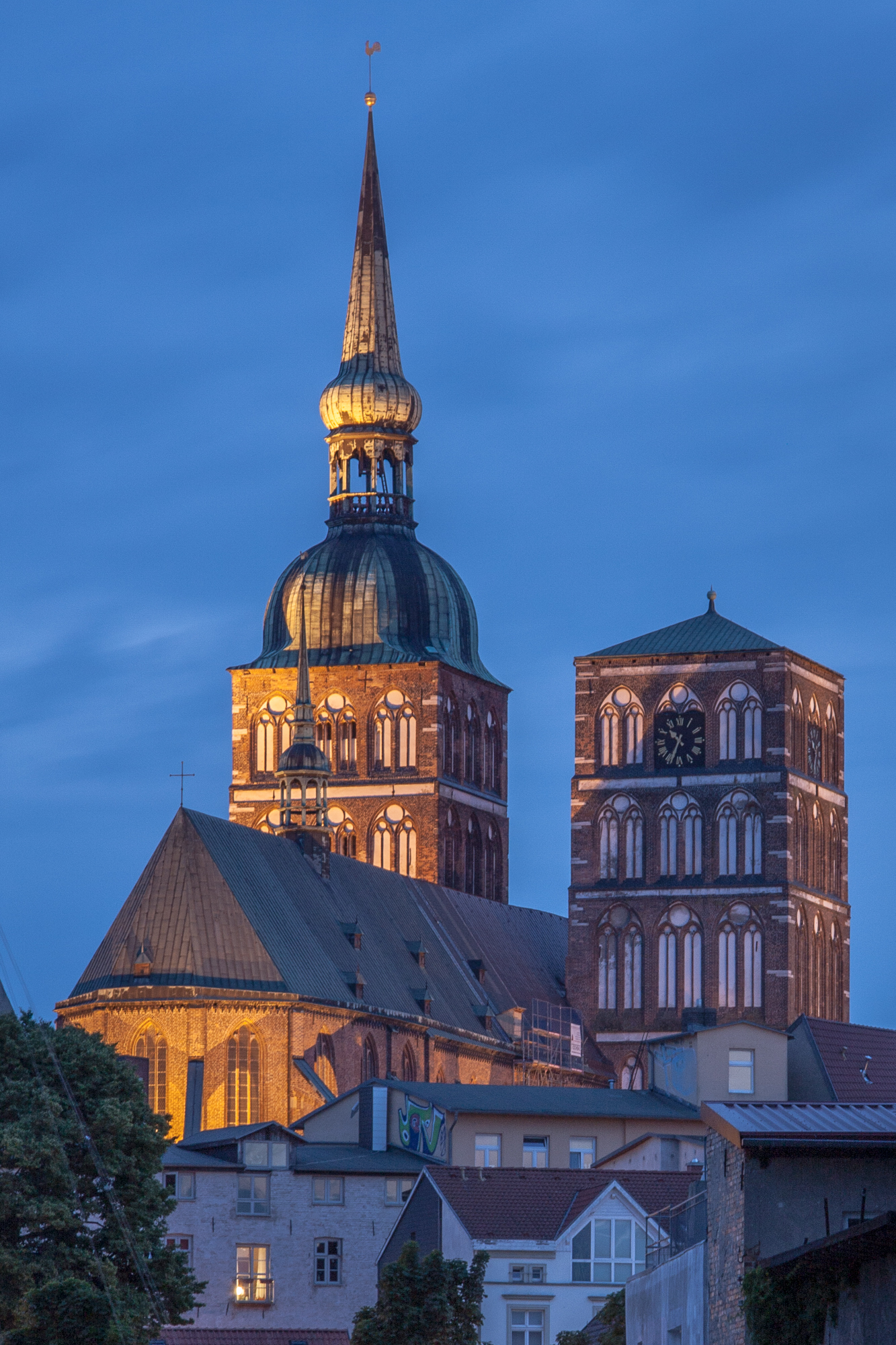
Veduta delle torri e del coro.

Sorge sul sito già occupato precedentemente da una cappella di legno e venne eretta come chiesa del Consiglio comunale a partire dal 1270. Venne consacrata a san Nicola già nel 1276, ma la sua costruzione si protrasse lungo tutto il secolo successivo. Nel 1300 venne iniziata la torre nord e il piedicroce fu eretto entro la Pasqua del 1318. La torre meridionale, coronata successivamente da un elmo barocco del 1667 in seguito a un incendio, venne terminata solo all'inizio del XV secolo, e qualche anno dopo anche la torre nord.
Nel giugno del 1524 il predicatore luterano Christian Ketelhot pronuncia dei sermoni nel senso della Riforma, e in autunno il parroco domenicano Wilhelm Lowe viene espulso dalla chiesa. Nell'aprile del 1525 gli altari e le reliquie vengono saccheggiati, come quelli delle chiese vicine. Ketelhot non riesce a fermare il saccheggio e il Consiglio cittadino si volge definitivamente al nuovo culto.
Il bombardamento di Stralsund del 6 ottobre 1944, da parte dell'aviazione americana, danneggia il tetto e distrugge le vetrate. Si intraprende subito un restauro, terminato nel 1947.

## Descrizione
La chiesa di san Nicola si presenta come una grande mole dai tipici mattoni rossi. Di stile gotico, secondo le influenze baltiche, venne fortemente influenzata dalla Marienkirche di Lubecca, di cui ne ripropone le fattezze dei lati e del coro, rinserrati da archi rampanti appena sporgenti e dai tetti in rame a forti spioventi. 
L'interno, diviso in tre navate da pilastri ottagonali, è nel genere delle Hallenkirche, di cui le navate appaiono tutte della stessa altezza. Presenta cappelle laterali e un deambulatorio.

## Opere d'arte
L'interno è un vero museo d'opere d'arte, che conserva numerosi dossali lignei intagliati del XV e XVI secolo, affreschi due-trecenteschi, lastre tombali dal XV al XVIII secolo e molte altre fra cui spiccano:
- stalli del coro del primo XV secolo
- pulpito rinascimentale del 1611
- altar maggiore di Andreas Schlüter, 1708
- orologio astronomico del 1394.

## Galleria d'immagini

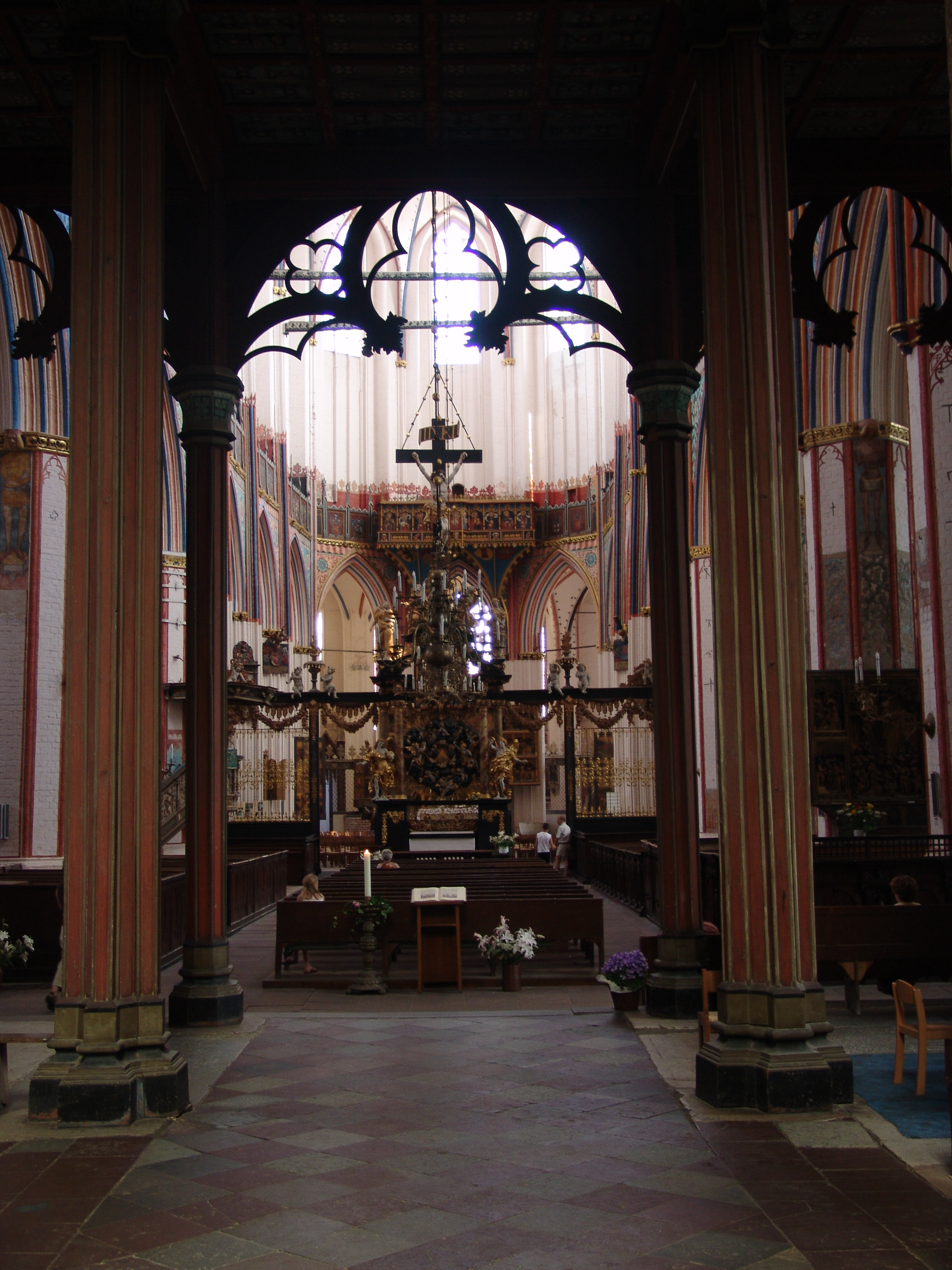
Veduta dell'interno.
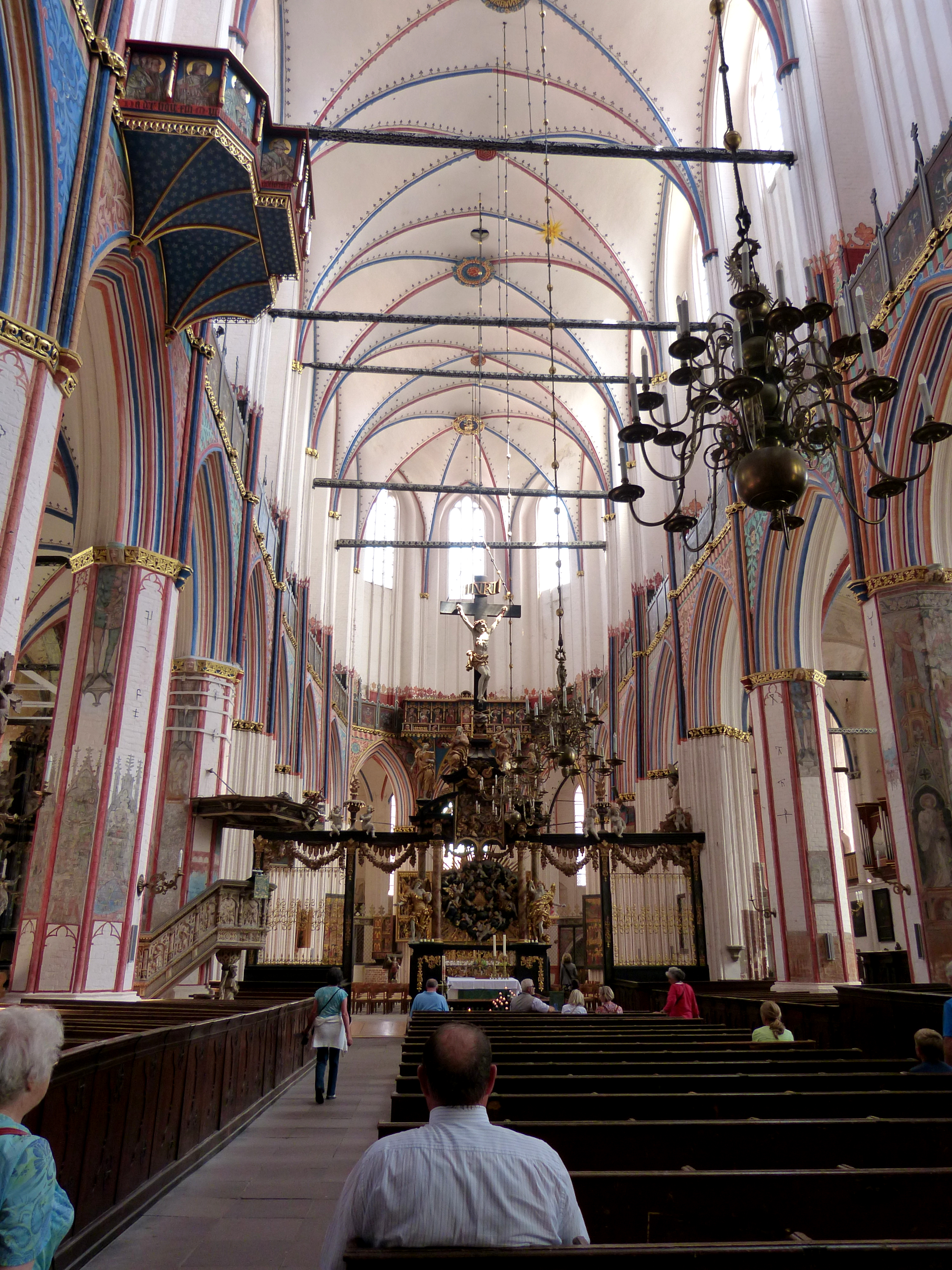
L'interno.
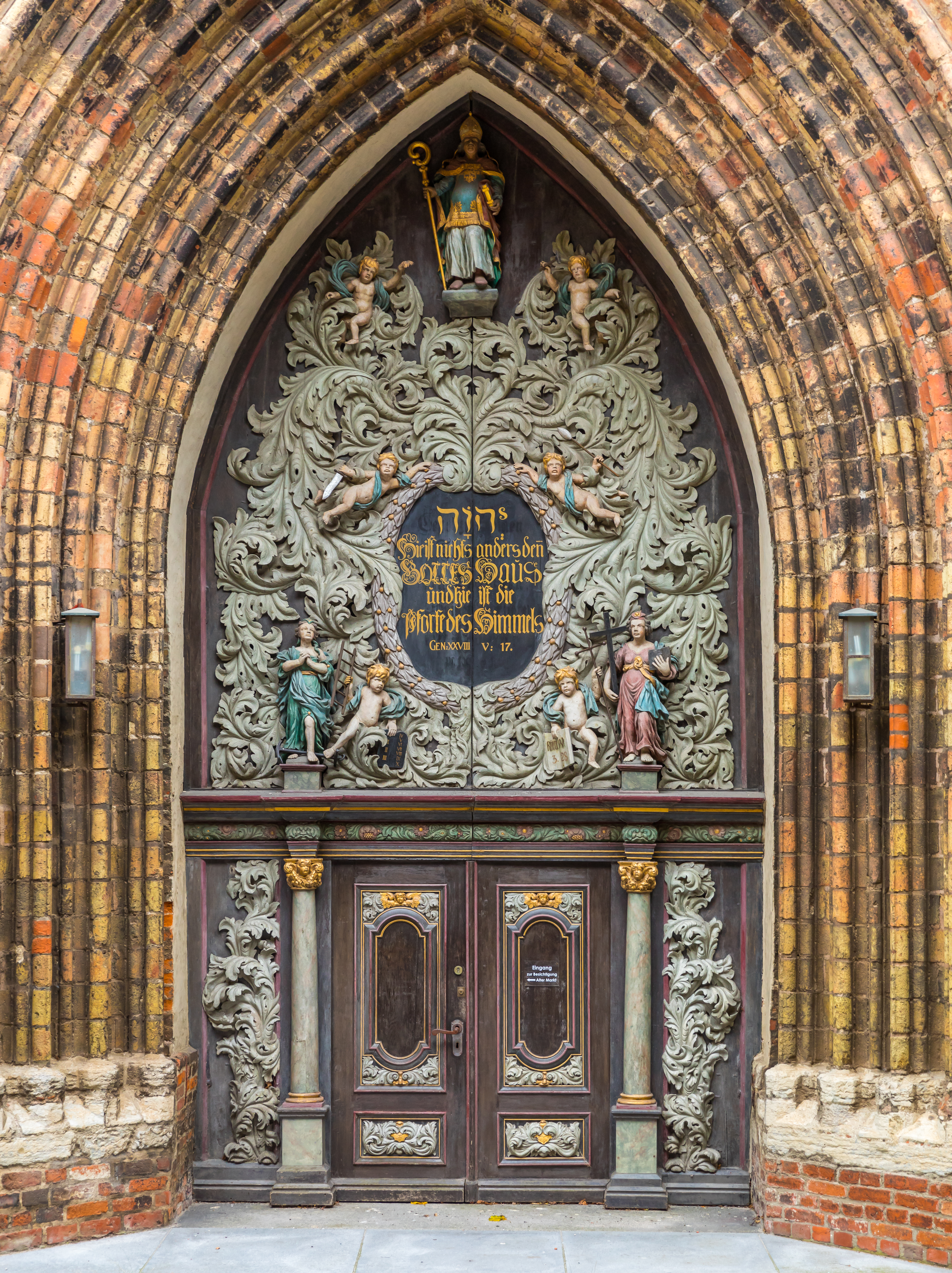
Portale principale
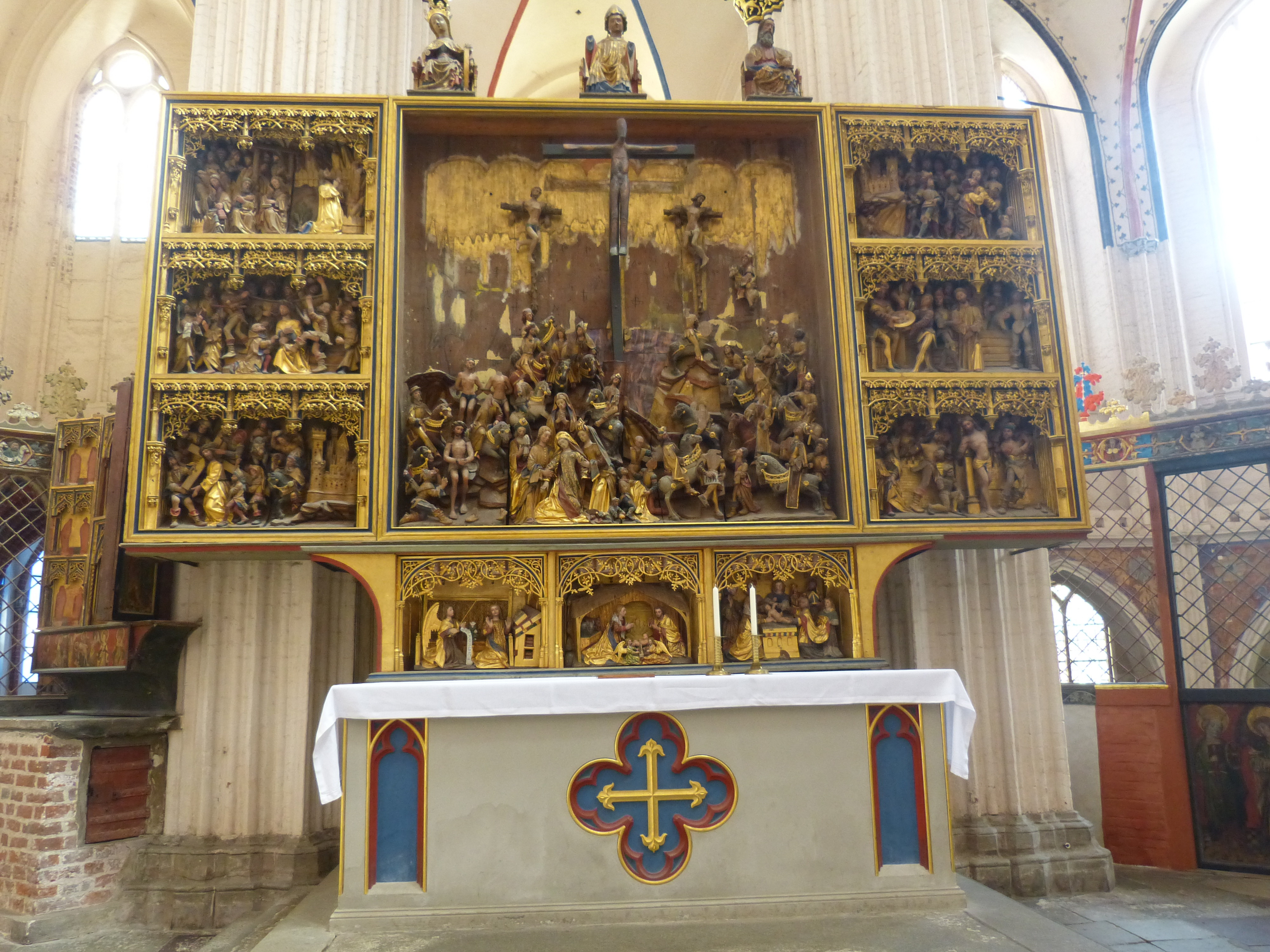
Hochaltar
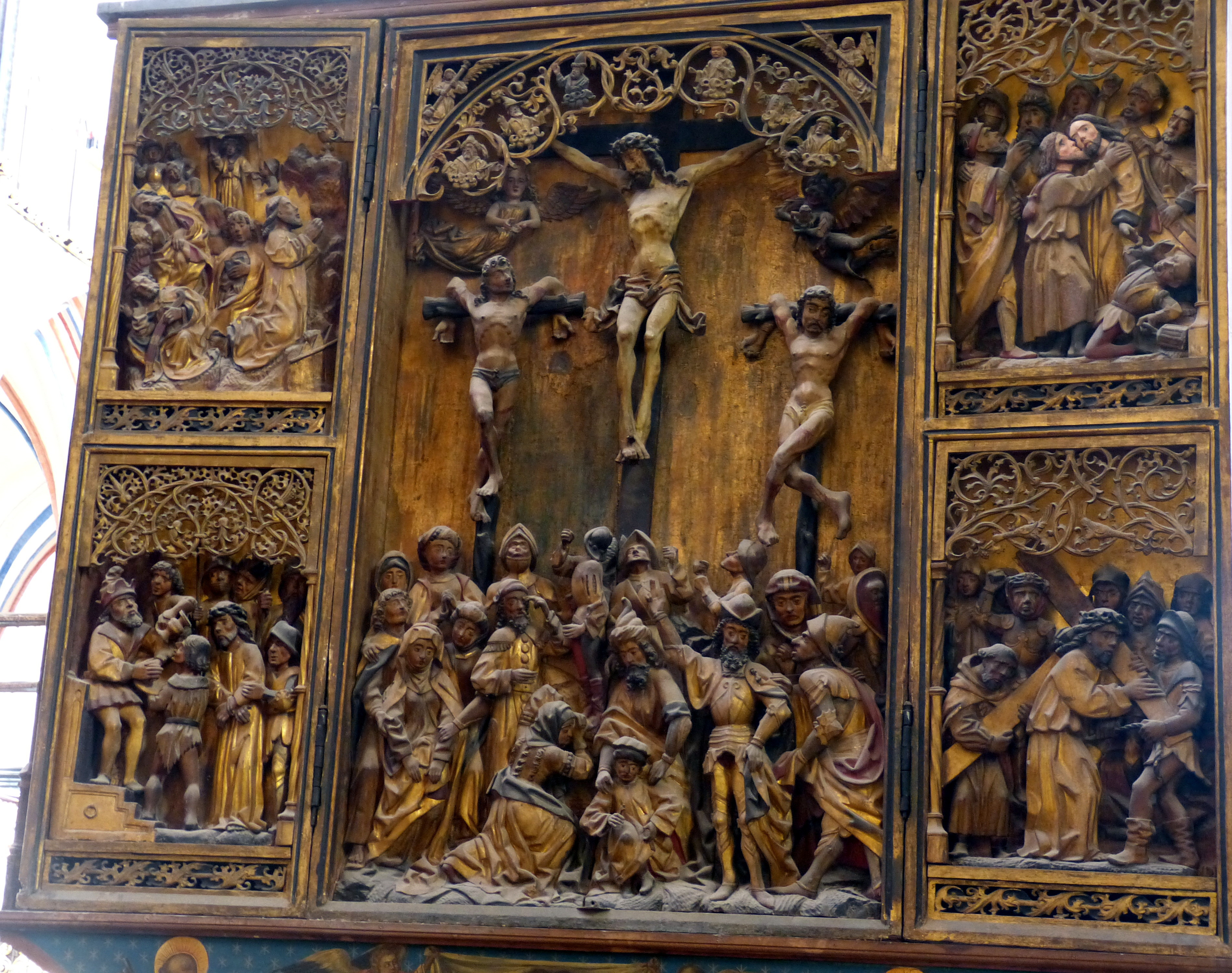
Dossale Bergenfahrer
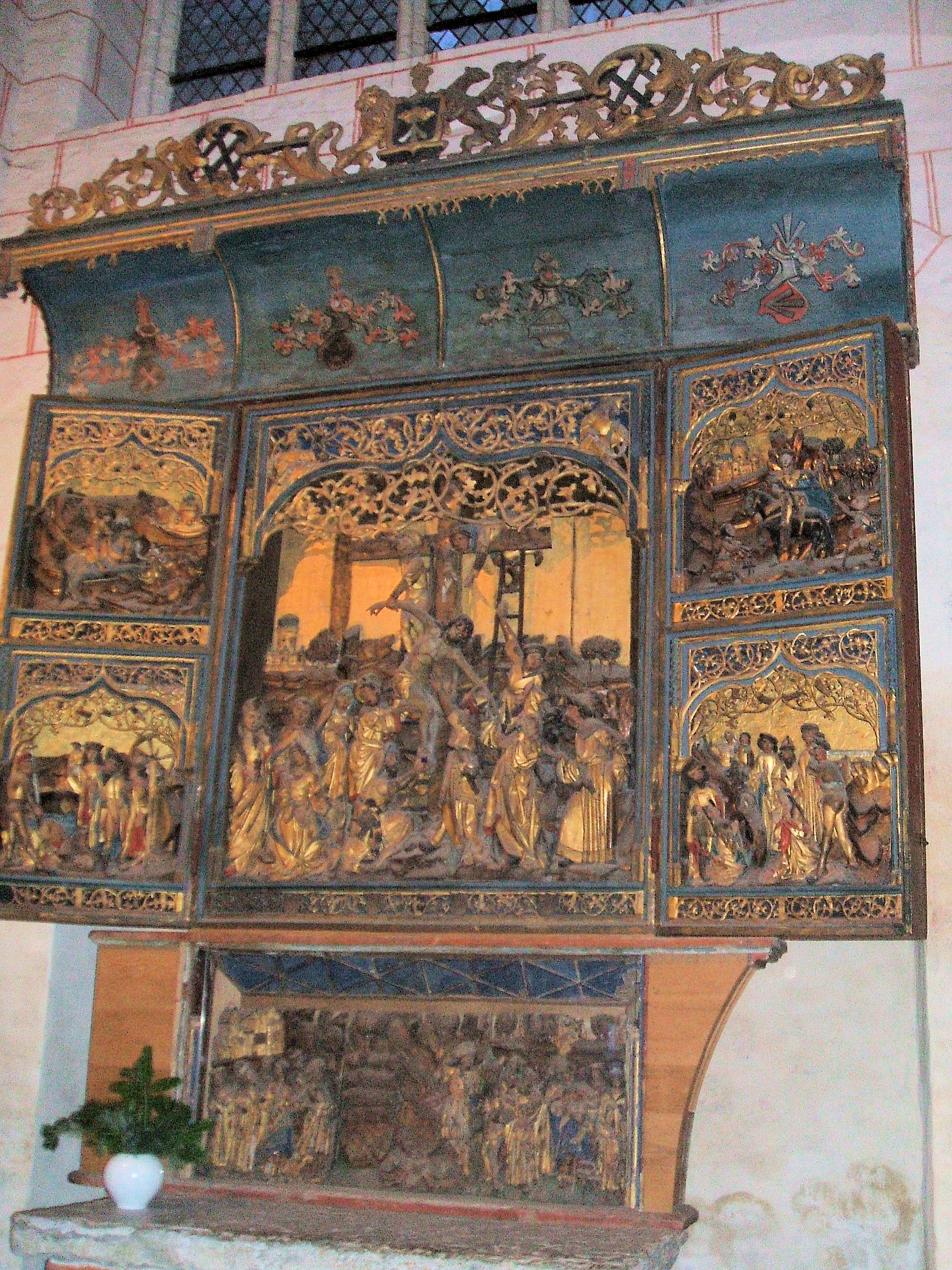
Dossale Bürgermeister
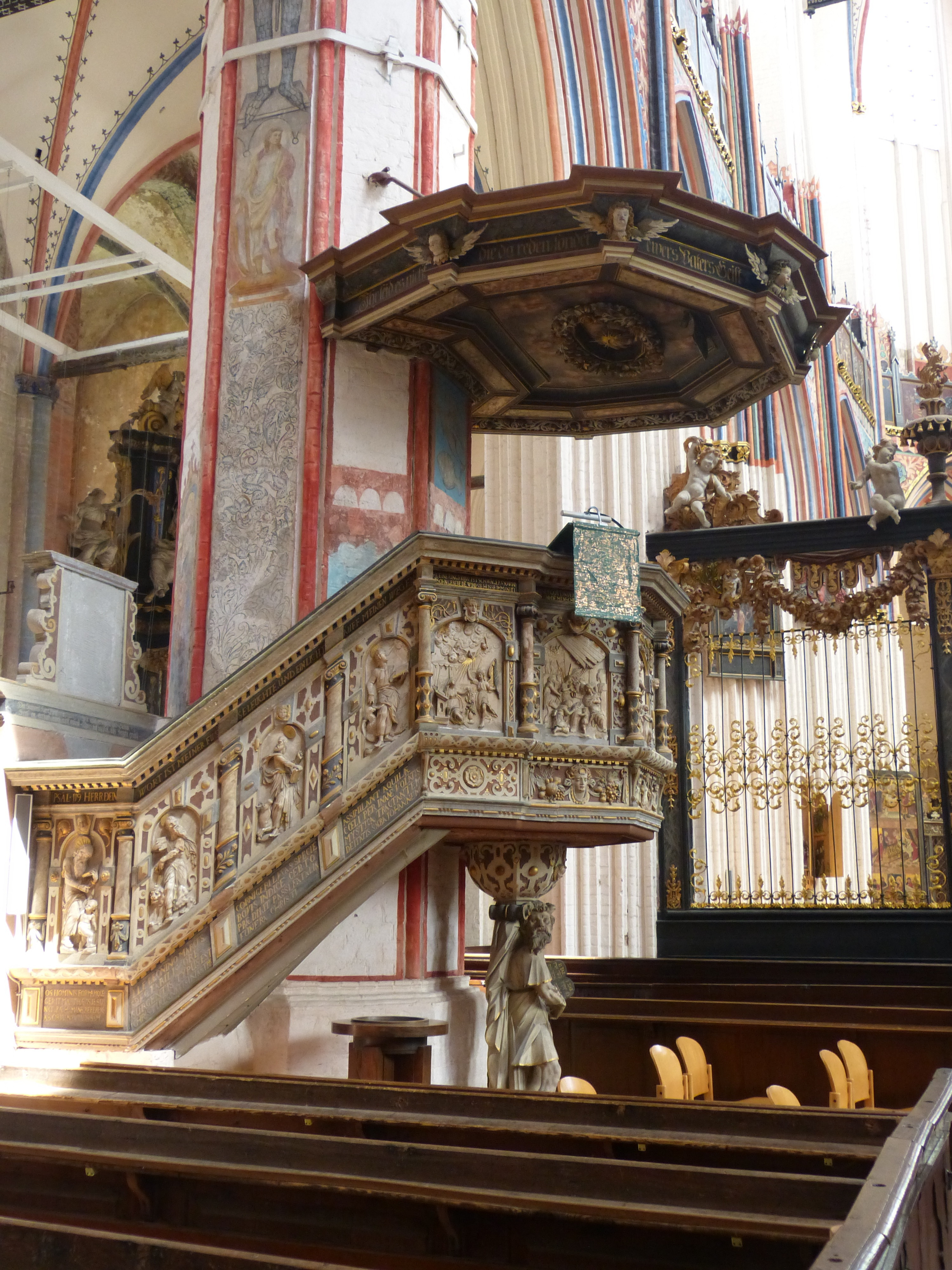
Il pulpito
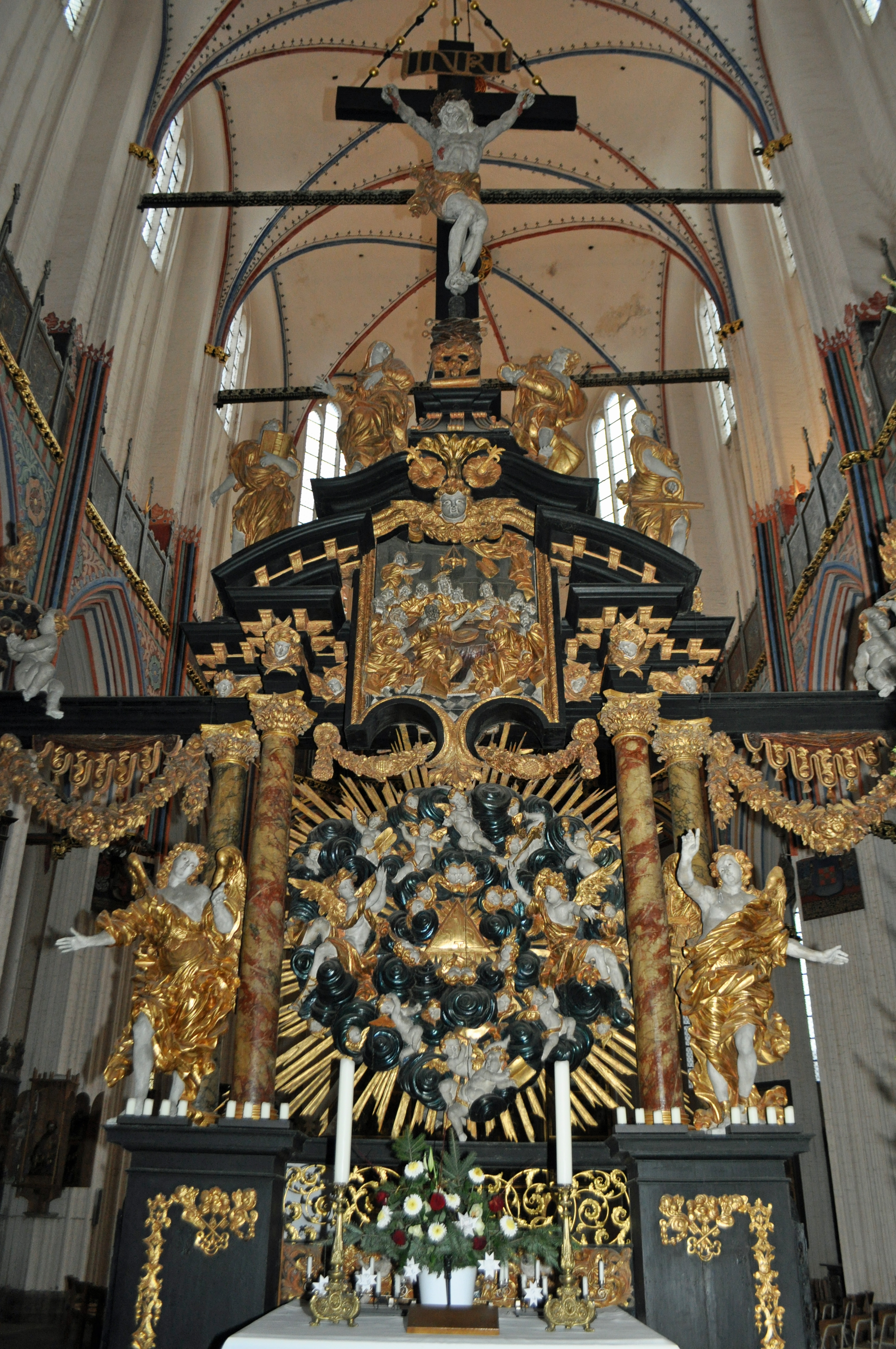
L'altar maggiore